# Barcelona Acción Solidaria
Barcelona Acción Solidaria (Barcelona Acció Solidària en catalán) es una Organización No Gubernamental (ONG) fundada en 2000 en Cataluña, España, con sede social en Barcelona, que se manifiesta como laica y no adscrita a partido político alguno.
Tiene como objetivo ayudas a las labores de "cooperación internacional, ayuda humanitaria y solidaridad con los países menos favorecidos". Su actividad se centra en la preparación y desarrollo de convoyes con destino a diversos países, fundamentalmente del área occidental del continente, abasteciendo con ellos de material a otras ONG (aseguran trabajar en colaboración con treinta y tres de ellas) que trabajan en países como Marruecos, Senegal o Gambia. También realiza actividades de concienciación ciudadana.
En 2009 y 2010, la organización y sus miembros fueron más conocidos en España y fuera de ella al ser secuestrados por Al Qaeda del Magreb Islámico tres de sus miembros en uno de los convoyes a su paso por Mauritania. Tras casi cuatro meses, fue liberada Alicia Gámez, y después de 267 días de secuestro, los otros dos secuestrados Roque Pascual y Albert Vilalta, siendo hasta ese momento el secuestro más largo llevado a cabo por Al Qaeda del Magreb.